# Estefanía Hernández García
Estefanía Hernández García (La Coruña, 16 de agosto de 1985) es una deportista española que compitió en taekwondo. Ganó una medalla en el Campeonato Mundial de Taekwondo de 2009, y dos medallas en el Campeonato Europeo de Taekwondo en los años 2008 y 2010.

## Palmarés internacional
| Campeonato Mundial | Campeonato Mundial      | Campeonato Mundial | Campeonato Mundial |
| Año                | Lugar                   | Medalla            | Categoría          |
| ------------------ | ----------------------- | ------------------ | ------------------ |
| 2009               | Copenhague (Dinamarca)  | Medalla de bronce  | –62 kg             |
| Campeonato Europeo |                         |                    |                    |
| Año                | Lugar                   | Medalla            | Categoría          |
| 2008               | Roma (Italia)           | Medalla de oro     | –59 kg             |
| 2010               | San Petersburgo (Rusia) | Medalla de bronce  | –62 kg             |